# Métlaoui (delegación)
Métlaoui es una delegación de la gobernación de Gafsa en Túnez. En abril de 2014 tenía una población censada de 38 634 habitantes.
Se encuentra ubicada en el centro del país, al norte el lago Chott el Djerid y al este de la frontera con Argelia.